# Verdur Rock
Le Verdur Rock est un festival rock se déroulant à Namur, en Belgique. Il est considéré comme étant le plus ancien festival de Wallonie, la première édition a eu lieu en 1985.

## Caractéristiques
Il a lieu au sommet de la citadelle de Namur, dans un Théâtre de verdure cité comme endroit magique et unique par tous les artistes qui l'ont occupé. Ce théâtre de verdure peut accueillir 7 000 personnes.
Le Verdur Rock a lieu durant le dernier week-end du mois de juin.

## Histoire
L'objectif initial était de donner aux groupes amateurs de rock namurois la possibilité de jouer sur une scène équipée de matériel professionnel devant un large public.
Créer un challenge entre les groupes amateurs namurois fut une idée qui séduisit non seulement les différents protagonistes du projet mais aussi le public jeune. Idée originale, si nous nous situons dans le contexte culturel et musical de l'époque. Les concours entre groupes amateurs de rock étaient alors inexistants.
Après quelques années, outre la mise en place d'un concours, les organisateurs ont souhaité donner une nouvelle dimension à cette rencontre annuelle de jeunes musiciens. Cette nouvelle option devait porter sur une question essentielle: comment amener sur le site du Théâtre de Verdure, au sommet de la Citadelle, un public qui dépasserait le cadre relationnel (familles et amis) des groupes amateurs sélectionnés.
La venue d'un artiste ou d'un groupe déjà reconnu fit son chemin. Le groupe Gangsters d'Amour fut la première tête d'affiche du Verdur Rock.
En plus d'offrir un spectacle décapant[Quoi ?], leur présence permit de rencontrer un des principaux objectifs : donner aux groupes amateurs la possibilité d'être vus par un public extérieur plus large.
Les bases d'un festival étaient lancées. Verdur Rock continue aujourd'hui[Information douteuse] à se développer selon deux axes : le premier consacré au concours, ouvert aux groupes amateurs, et le second constitué par le festival.
De nombreux artistes, belges ou étrangers : Arno, Jean-Louis Aubert, Sttellla, Bernard Lavilliers, The Nits, Les innocents, FFF, les Rita Mitsouko, Channel Zero, Cranes, The Breath of Life (gagnant du concours en 1990 + 2 participations), PPZ 30, Hoover, Autour de Lucie, Jeronimo, The Stranglers, Tarmac, Babylon Circus, Camping Sauvach, Venus, La Vierge Du Chancelier Rolin, The Manta Ray, The Herbaliser, Vive la Fête, Les Ogres de Barback, Kaizers Orchestra, Pleymo, Ghinzu, Buscemi, Bauchklang, Girls in Hawaii et Chicks on Speed sont, entre autres, passés sur la scène du Verdur Rock.
Le concours du Verdur Rock était jumelé avec le concours "Cegeps Rock" de Montréal (Québec, Canada) ; grâce à ce jumelage, des échanges annuels des groupes vainqueurs de ces concours se réalisaient depuis 1990. C'est le concours qui compte le plus grand nombre de candidats.
Fin 2016, la Ville de Namur annonçait l'arrêt de son soutien à l'organisation et, de facto, la fin du festival.
En juin 2018, le festival renaît dans son ancienne mouture, gratuit.

## Galerie

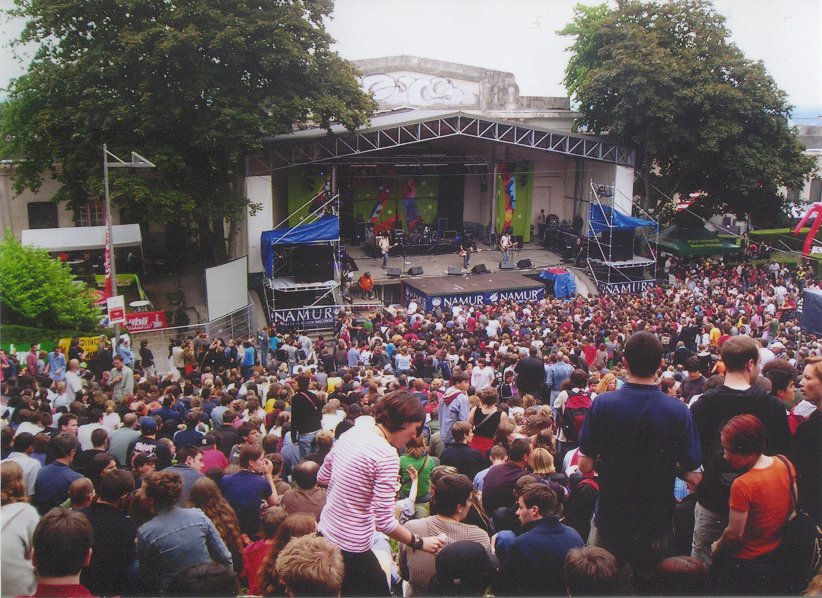
Vue depuis le public.